# Ascobolus

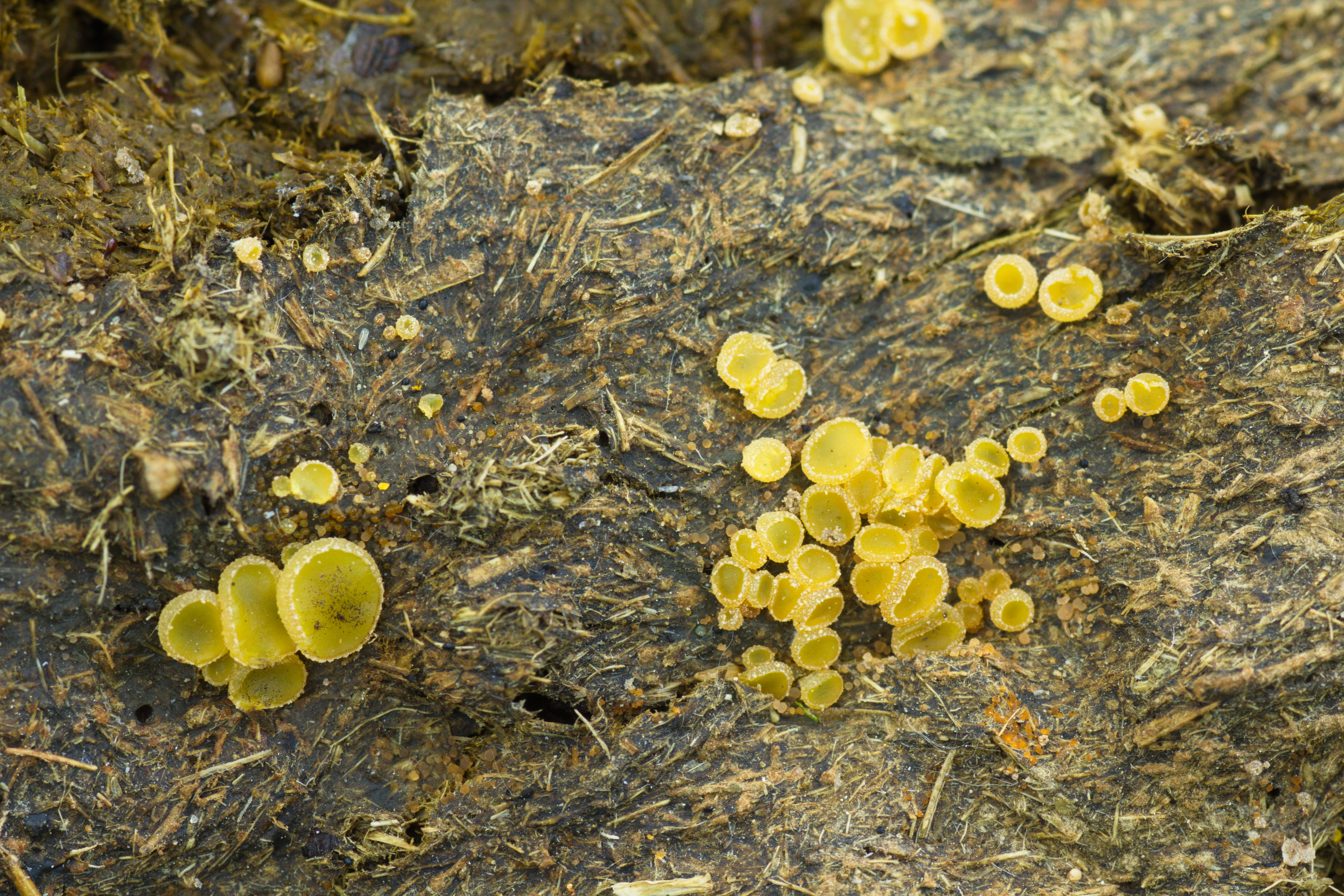

Ascobolus Pers. é um gênero de fungos do grupo dos ascomicetos, normalmente encontrado como coprófilo. Muito facilmente reconhecido por seus notáveis ascósporos, que quando maduros apresentam uma coloração violácea, o gênero Ascobolus tem uma destacada preferência por fezes de cavalos, cabras e coelho.